# José Antunes Sobrinho

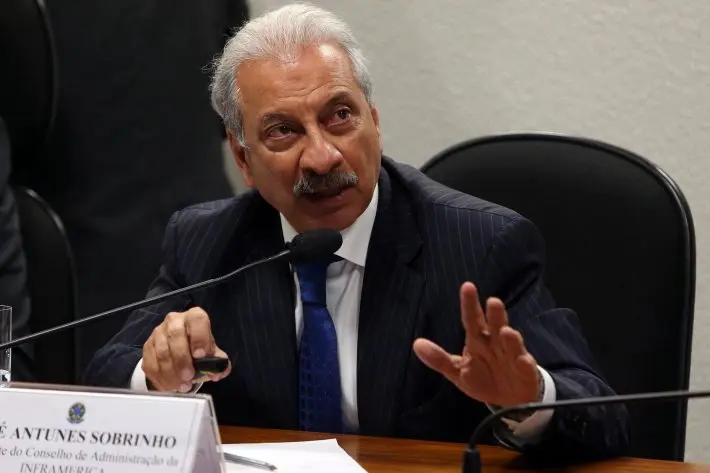
Em comissão realizada em Brasília (DF), José Antunes Sobrinho explica atuação da Inframerica para a melhoria dos aeroportos no Brasil

José Antunes Sobrinho (Paranaguá, 8 de junho de 1952) é um empresário e engenheiro civil brasileiro, especializado em obras hidráulicas, barragens e usinas hidrelétricas. É graduado pela Universidade Federal do Paraná (1974) e mestre em hidráulica pela Universidade Técnica de Delft (1978), na Holanda. É acionista e presidente do conselho de administração da holding Nova Participações, que controla as empresas Nova Engevix Engenharia e a Nova Engevix Construções, além da Usina Hidrelétrica de São Roque.
É filho de Futin Buffara Antunes.

## Trajetória
Antunes acumula mais de 50 anos de dedicação ao setor de infraestrutura.
José Antunes Sobrinho se formou em 1974 pela Universidade Federal do Paraná e, quatro anos mais tarde, obteria o mestrado em Hidráulica pelo Institute for Hydraulic and Environmental Studies da Universidade Técnica de Delft, na Holanda. Desde o início de sua carreira, vem atuando no setor de barragens e complexos projetos de engenharia hidrelétrica, com passagem por grandes e estratégicas usinas de energia para o Brasil.
Em 1982, foi contratado pela empresa de consultoria de engenharia, Engevix Engenharia S/A., sendo alçado ao cargo de diretor administrativo quatro anos depois.[carece de fontes?]
Em 1986 foi nomeado diretor geral da Engevix Engenharia S/A. Especialista em projetos hidráulicos, Antunes participou dos projetos das usinas hidrelétricas Itaipu (14.000 MW), Tucuruí (8.370 MW), Belo Monte (11.233 MW em construção); Itá (1.450 MW), Campos Novos (880 MW) e Barra Grande (690 MW), entre outras. É um dos maiores especialistas em barragens e geração de energia no País e um dos primeiros a questionar, em artigo no jornal Folha de S. Paulo, as falhas de planejamento que resultaram na tragédia em Brumadinho.
A prática adquirida pela atuação nas principais plantas de energia brasileiras foi fundamental para elevar a Engevix ao patamar de consultora de processos e modelagem para a privatização de empresas de distribuição ocorridas nos anos 90. Após essa vivência, Antunes desenvolveu uma nova habilidade neste segmento, dominando também as particularidades do negócio de energia no Brasil. Na ocasião, atuou como conselheiro ativo da Coopers & Lybrand, da Inglaterra, sendo um representante da companhia no Brasil, para acompanhar o processo de reestruturação do setor elétrico e traduzir a nova regulação estabelecida para o sistema — tanto na questão dos marcos regulatórios quanto nos legais.
Participou do quadro de consultores dos projetos Itaipu (14.000 MW) e Machadinho (1.240 MW). Trabalhou em projetos na Ásia (Vietnã, China, Nepal), África (Congo, Angola, Namíbia) e América Latina (Peru e México, entre outros). Em 2009 foi convidado pelo Massachusetts Institute of Technology (MIT) para palestrar sobre a energia renovável no Brasil.
Em maio de 1995, fundou a Desenvix Energias Renováveis, braço investidor da Engevix com foco no setor de energia limpa. A empresa foi vendida em 2015 para a norueguesa Statkraft. Em 2014, tinha o equivalente a 400 MW de geração em operação de energia provenientes de fontes limpas, e cerca de 2.000 MW em projetos que estão em andamento ou em estudo (hidrelétrica, biomassa e eólica).
Sobrinho também foi responsável pela concessionária Inframérica, que construiu o Aeroporto de Natal e realizou a modernização do Aeroporto de Brasília -  o terceiro maior do País. Em 2015, os aeroportos foram vendidos ao grupo argentino Corporacion America.
Antunes foi o único empresário de construção e infraestrutura que se manteve à frente dos negócios após a Lava Jato. Em novembro de 2019, conseguiu firmar um acordo de leniência com o Governo Federal, o que habilitou a Nova Participações a retomar projetos e obter crédito.

## Instituto Engevix
Em março de 2014, José Antunes criou o Instituto Engevix, braço social da empresa. O programa oferecia ações socioeducativas para crianças de comunidades de Florianópolis, em Santa Catarina e Barueri, em São Paulo. As oficinas educativas ofereciam aulas de música, espanhol, inglês, capoeira, informática, atividades físicas e apoio pedagógico.
Para jovens em fase de profissionalização, o Instituto oferecia cursos de informática para que, por meio das aulas de desenvolvimento de softwares, os adolescentes pudessem se qualificar para o mercado de trabalho. A atuação do projeto social foi reconhecida pelo Prêmio Empresa Cidadã da ADVB/SC e também pelo Prêmio Cidadania, promovido pelo Banco BNP Paribas do Brasil.
O projeto social perdurou até o ano de 2015 e beneficiou mais de mil crianças e adolescentes.

## Operação Faktor
Antunes Sobrinho foi citado no jornal Folha de S.Paulo e na revista Isto É como tendo sido gravado pela Polícia Federal, em meados de 2009, em telefonemas com Silas Rondeau. Posteriormente todas as provas obtidas foram anuladas pela justiça e as investigações voltaram à estaca zero por decisão do Superior Tribunal de Justiça (STJ) que anulou as interceptações da Operação Boi Barrica, posteriormente rebatizada de Faktor.

## Operação Lava Jato
José Antunes Sobrinho foi denunciado em 1º de setembro de 2015 pelo Ministério Público Federal (MPF) pelos crimes de organização criminosa, lavagem de dinheiro e corrupção ativa. Foi absolvido das acusações da Lava Jato em Curitiba e fez acordo de colaboração premiada com a Polícia Federal sobre irregularidades na Eletronuclear.

### Prisão
No dia 21 de setembro de 2015, foi preso na 19ª fase da Operação Lava Jato, batizada de "Operação Nessun Dorma", suspeito de repassar 765 mil reais para o ex-presidente da Eletronuclear vice-almirante Othon Luiz Pinheiro da Silva.
Em 9 de março de 2016, perdeu o direito à prisão domiciliar em julgamento de um pedido de habeas corpus no Tribunal Regional Federal da 2ª Região. Após o julgamento do pedido de habeas corpus apresentado pela defesa, ficou decidido que ele deve permanecer em prisão preventiva. Segundo a decisão do TRF2, o desembargador federal Abel Gomes levou em conta a gravidade das acusações e a necessidade da prisão para garantia da ordem pública. Antunes acabou sendo solto posteriormente e, durante as investigações, acabou absolvido por Sergio Moro das acusações envolvendo a Petrobras em ação penal que tramitou na 13ª Vara Federal, em Curitiba, Paraná, com a sentença mantida pelo colegiado do Tribunal Regional Federal da 4ª Região (TRF4).
Após ter colaborado com a Justiça, o empresário conduziu o acordo de leniência de seu grupo, a Nova Participações,

## Leniência e Compliance
Após ter assumido o controle da empresa e comprado a parte dos ex-sócios, Antunes Sobrinho conduziu um amplo processo de restruturação da antiga Engevix. Lastreado nas práticas de compliance, o processo culminou, em 2019, na assinatura de um acordo de leniência com a Controladoria Geral da União no qual a empresa se comprometeu a pagar R$ 516,3 milhões. Dentro do mesmo processo, a empresa passou a se chamar Nova Engevix, pertecente ao grupo Nova Participações S.A.
Em 2020, a empresa foi certificada na ISO 37001, Antissuborno. É o único certificado com reconhecimento internacional de Sistema Antissuborno e que vem sendo adotado em diversos países, tornando-se referência nas grandes companhias. Representa um importante passo na agenda de governança no mundo corporativo.